# Albert Messner
Albert Messner (* 6. Oktober 1903 in Sulzbach/Saar; † 7. Dezember 1991) war ein deutscher Jurist.

## Werdegang
Messner schloss sein Studium der Rechtswissenschaften 1928 an der Universität Marburg mit Promotion ab. Vom 20. Mai 1957 bis 31. Oktober 1971 war er Richter am Bundesgerichtshof.

## Ehrungen
- 1971: Großes Verdienstkreuz der Bundesrepublik Deutschland

## Schriften
- Vertragsschulden im Grenzrecht – Marburg, Jur. Diss., 1928